# Myxiops aphos
Myxiops aphos és una espècie de peix de la família dels caràcids i de l'ordre dels caraciformes.

## Morfologia
- Els mascles poden assolir 5,6 cm de llargària total.
- Nombre de vèrtebres: 36.[3]

## Alimentació
Menja algues, vegetals terrestres i insectes.

## Hàbitat
Viu en zones de clima tropical.

## Distribució geogràfica
Es troba a Sud-amèrica: riu Lençois (Bahia, Brasil).